# Moualine el Ghaba
Moualine El Ghaba (àrab موالين الغابة) és una comuna rural de la província de Benslimane de la regió de Casablanca-Settat. Segons el cens de 2004 tenia una població total de 8.185 persones.